# Zalavár
Zalavár je vas na Madžarskem, ki upravno spada v podregijo Keszthely–Hévízi Županije Zala.

## Zgodovina
Knez Pribina (800-861) je okoli 840 dobil v fevd del Panonije zahodno od Blatnega jezera. Leta 847 ga je kralj Ludvik Nemški (804-876) postavil za mejnega grofa v Spodnji Panoniji. Za glavno mesto si je izbral Blatograd (tudi Blatenski Kostel, Blatnigrad, Mosburg) ob Blatnem jezeru. Pribina si je močno prizadeval za utrditev krščanstva in ureditev cerkvene organizacije v svoji deželi. Salzburški nadškof Liupram je večkrat obiskal Panonijo in tam posvetil vsaj pet cerkva, med njimi dve v Blatogradu. Kjer je stal nekdaj Blatograd, je danes naselje Zalavár. Prvo cerkev so zgradili 850 in jo je posvetil v čast Device Marije že omenjeni nadškof. 